# Mirella Cina
Mirella Cina (* 1953/54) ist eine ehemalige Schweizer Fussballspielerin und 17-malige Nationalspielerin.

## Karriere

### Vereine
Mirella Cina gehörte als Torhüterin von 1970 bis 1978 dem DFC Sion in der 1. Liga an. Damit spielte sie von Beginn an in der am 24. April 1970 gegründeten und seinerzeit höchsten Spielklasse im Schweizer Frauenfussball. In der in drei Gruppen ausgetragenen Meisterschaft spielte ihr Verein in der Gruppe 1; erster Schweizer Meister wurde der DFC Aarau aus der Gruppe 2. In der Saison 1975/76 spielte ihr Verein in der Gruppe Ouest, schloss diese als Meister ab und stand im Final um die Schweizer Meisterschaft dem Meister aus der Gruppe Ostschweiz, dem SV Seebach Zürich, gegenüber. Nach dem 7:2-Sieg folgte die 1:3-Niederlage, sodass ein drittes entscheidendes Spiel erforderlich wurde, das mit 1:0 gewonnen wurde. Am Saisonende 1976/77 ergab sich exakt die gleiche Konstellation, jedoch wurde die Meisterschaft diesmal in einem einzigen Endspiel ausgetragen, das der DFC Sion für sich mit 1:0 entschied.
1978 wechselte Cina zum TuS Wörrstadt, dessen Frauenfussballabteilung verbotenerweise bereits im Jahr 1969 gegründet worden war und als erster Deutscher Meister im Frauenfussball Geschichte schrieb. In ihrer drei Jahre währenden Vereinszugehörigkeit gewann sie zweimal den Südwestpokal und einmal die Südwestdeutsche Meisterschaft.
Bei der Premiere des DFB-Pokal-Wettbewerbs 1980/81 erreichte sie mit ihrer Mannschaft am 2. Mai den Final im Stuttgarter Neckarstadion, der jedoch mit 0:5 gegen die SSG 09 Bergisch Gladbach verloren wurde.

### Nationalmannschaft
Cina bestritt 17 Länderspiele für die Schweizer Nationalmannschaft, wobei sie auch am 8. November 1970 in Schaffhausen beim 9:0-Sieg im ersten «inoffiziellen» Länderspiel gegen die Nationalmannschaft Österreichs zum Einsatz kam. Ihr erstes offizielles Länderspiel bestritt sie am 7. Mai 1972 in Basel beim 2:2-Unentschieden im Testspiel gegen die Nationalmannschaft Frankreichs, ihr letztes am 21. Oktober 1978 in Gossau im Kanton St. Gallen bei der 1:7-Niederlage gegen die Nationalmannschaft Schwedens.

## Erfolge
- Schweizer Meister 1976, 1977
- DFB-Pokal-Finalist 1981
- Halbfinalist Deutsche Meisterschaft 1981
- Südwestdeutscher Meister 1981
- Südwestpokal-Sieger 1980, 1981

## Sonstiges
Mirella Cina stammt aus dem Wallis. Sie betreibt gemeinsam mit Petra Steller sowohl das Fitnessstudio aktivZIRKEL als auch den Feinkostladen Amüse Köhl im rheinland-pfälzischen Rockenhausen.